# Juan Luis Gómez López
Juan Luis Gómez López   (Màlaga, 18 de maig de 1980) més conegut com a Juanlu és un exfutbolista professional andalús, que ocupava la posició de migcampista i es va retirar al Córdoba CF.

## Trajectòria
Va fer el salt al futbol professional amb 22 anys quan va recalar a les files de la Unión Deportiva Almería (2001-02). Després va marxar a l'Alacant (2003-04) on va quallar una gran temporada que li va valer per signar amb el CD Numancia, club amb què va debutar a Primera Divisió (2004-05), amb qui debuta a la màxima categoria, tot disputant 27 partits i marcant dos gols. El 2002 recala a la UD Almería. Els almeriencs estaven a Segona Divisió i el migcampista juga 31 partits i marca 6 gols. A l'any següent en juga alguns més, però és cedit a l'Alacant CF, de Segona B.
La seva bona campanya va despertar l'interès de diversos equips i finalment va ser el Real Betis Balompié qui va pagar per aconseguir els seus serveis. En el seu primer any (2005-06) a Heliópolis va arribar a debutar a la Champions League encara que després va ser cedit a l'Albacete Balompié a Segona Divisió a meitat de temporada. El segon any (2006-07) va ser cedit a l'Club Atlético Osasuna tota la temporada on va fer història amb els vermellets jugant per primera vegada la Copa de la UEFA. Van haver de passar una ronda prèvia davant el Trabzonspor turc. En van empatar dos a Turquia, amb un gol seu i un altre de Valdo, i l'empat a zero a la tornada els va classificar per a la fase final on es van quedar a un pas de la final caient en semifinals contra el Sevilla Fútbol Club. En el seu retorn al Betis va tornar a ser cedit aquesta vegada al Córdoba Club de Fútbol (2007-08) a Segona Divisió. I en la seva última temporada de verd-i-blanc (2008-09) va viure una delicada situació en què va estar fins i tot apartat de l'equip amb Paco Chaparro.
La temporada 09/10 finalitza contracte amb el conjunt andalús i fitxa pel Llevant UE.